# Wahlkreis Terracina (Camera dei deputati)
Der Wahlkreis Terracina war von 1993 bis 2005 und ist seit 2017 wieder ein Wahlkreis (italienisch collegio elettorale) für die Wahl der Abgeordnetenkammer.

## Von 1993 bis 2005

### Wahlkreisgebiet
Der Wahlkreis umfasste 9 Gemeinden: Fondi, Monte San Biagio, Priverno, Prossedi, Roccasecca dei Volsci, Sabaudia, San Felice Circeo, Sonnino und Terracina.

### Wahlergebnisse

#### Parlamentswahl 1994

##### Direktstimmen
| Kandidaten               | Kandidaten                     | Parteien                                               | Stimmen | %    |
| ------------------------ | ------------------------------ | ------------------------------------------------------ | ------- | ---- |
|                          | Maria Burani Procaccinigewählt | Polo del Buon Governo (FI – AN – CCD – UdC – PLD)      | 43.916  | 53,8 |
|                          | Paolo Di Cicco                 | Progressisti                                           | 18.699  | 22,9 |
|                          | Fabrizio Bruno Abbate          | Patto per l’Italia                                     | 10.660  | 13,1 |
|                          | Giuseppe Addessi               | Novimento Cristiano Democratico – Sviluppo Democratico | 8.298   | 10,2 |
| Gesamt                   | Gesamt                         | Gesamt                                                 | 81.573  | 100  |
|                          |                                |                                                        |         |      |
| Ungültige Stimmen        | Ungültige Stimmen              | Ungültige Stimmen                                      | 8.390   | 9,3  |
| Wähler                   | Wähler                         | Wähler                                                 | 89.963  | 86,8 |
| Wahlberechtigte          | Wahlberechtigte                | Wahlberechtigte                                        | 103.599 |      |
|                          |                                |                                                        |         |      |
| Quelle: Innenministerium |                                |                                                        |         |      |

##### Listenstimmen
| Parteien                             | Parteien                        | Parteien                           | Stimmen | %    |
| ------------------------------------ | ------------------------------- | ---------------------------------- | ------- | ---- |
|                                      | Polo del Buon Governo           | Forza Italia                       | 26.145  | 31,8 |
| Alleanza Nazionale                   | Polo del Buon Governo           | 19.059                             | 23,2    |      |
| ↳ Gesamt                             | Polo del Buon Governo           | 45.204                             | 55,0    |      |
|                                      | Progressisti                    | Partito Democratico della Sinistra | 13.381  | 16,3 |
| Partito della Rifondazione Comunista | Progressisti                    | 4.731                              | 5,8     |      |
| Partito Socialista Italiano          | Progressisti                    | 2.224                              | 2,7     |      |
| Alleanza Democratica                 | Progressisti                    | 1.339                              | 1,6     |      |
| ↳ Gesamt                             | Progressisti                    | 21.675                             | 26,4    |      |
|                                      | Patto per l’Italia              | Partito Popolare Italiano          | 11.051  | 13,4 |
|                                      | Lista Marco Pannella            | Lista Marco Pannella               | 2.990   | 3,6  |
|                                      | Movimento Cristiano Democratico | Movimento Cristiano Democratico    | 1.277   | 1,6  |
| Gesamt                               | Gesamt                          | Gesamt                             | 82.197  | 100  |
|                                      |                                 |                                    |         |      |
| Ungültige Stimmen                    | Ungültige Stimmen               | Ungültige Stimmen                  | 7.764   | 8,6  |
| Wähler                               | Wähler                          | Wähler                             | 89.961  | 86,8 |
| Wahlberechtigte                      | Wahlberechtigte                 | Wahlberechtigte                    | 103.599 |      |
|                                      |                                 |                                    |         |      |
| Quelle: Innenministerium             |                                 |                                    |         |      |

#### Parlamentswahl 1996

##### Direktstimmen
| Kandidaten               | Kandidaten                     | Parteien            | Stimmen | %    |
| ------------------------ | ------------------------------ | ------------------- | ------- | ---- |
|                          | Maria Burani Procaccinigewählt | Polo per le Libertà | 43.856  | 53,9 |
|                          | Virginio Palazzo               | L’Ulivo             | 31.899  | 39,2 |
|                          | Luigi Del Duca                 | Fiamma Tricolore    | 5.599   | 6,9  |
| Gesamt                   | Gesamt                         | Gesamt              | 81.354  | 100  |
|                          |                                |                     |         |      |
| Ungültige Stimmen        | Ungültige Stimmen              | Ungültige Stimmen   | 7.732   | 8,7  |
| Wähler                   | Wähler                         | Wähler              | 89.086  | 83,7 |
| Wahlberechtigte          | Wahlberechtigte                | Wahlberechtigte     | 106.429 |      |
|                          |                                |                     |         |      |
| Quelle: Innenministerium |                                |                     |         |      |

##### Listenstimmen
| Parteien                                          | Parteien                             | Parteien                             | Stimmen | %    |
| ------------------------------------------------- | ------------------------------------ | ------------------------------------ | ------- | ---- |
|                                                   | Polo per le Libertà                  | Forza Italia                         | 25.476  | 31,1 |
| Alleanza Nazionale                                | Polo per le Libertà                  | 22.517                               | 27,4    |      |
| CCD – CDU                                         | Polo per le Libertà                  | 6.058                                | 7,4     |      |
| ↳ Gesamt                                          | Polo per le Libertà                  | 54.051                               | 65,9    |      |
|                                                   | L’Ulivo                              | Partito Democratico della Sinistra   | 12.286  | 15,0 |
| Popolari per Prodi (PPI – SVP – PRI – UD – Prodi) | L’Ulivo                              | 4.882                                | 6,0     |      |
| Rinnovamento Italiano                             | L’Ulivo                              | 2.902                                | 3,5     |      |
| Federazione dei Verdi                             | L’Ulivo                              | 1.295                                | 1,6     |      |
| ↳ Gesamt                                          | L’Ulivo                              | 21.365                               | 26,0    |      |
|                                                   | Partito della Rifondazione Comunista | Partito della Rifondazione Comunista | 4.981   | 6,1  |
|                                                   | Fiamma Tricolore                     | Fiamma Tricolore                     | 1.644   | 2,0  |
| Gesamt                                            | Gesamt                               | Gesamt                               | 82.041  | 100  |
|                                                   |                                      |                                      |         |      |
| Ungültige Stimmen                                 | Ungültige Stimmen                    | Ungültige Stimmen                    | 7.084   | 7,9  |
| Wähler                                            | Wähler                               | Wähler                               | 89.125  | 83,7 |
| Wahlberechtigte                                   | Wahlberechtigte                      | Wahlberechtigte                      | 106.429 |      |
|                                                   |                                      |                                      |         |      |
| Quelle: Innenministerium                          |                                      |                                      |         |      |

#### Parlamentswahl 2001

##### Direktstimmen
| Kandidaten               | Kandidaten                     | Parteien           | Stimmen | %    |
| ------------------------ | ------------------------------ | ------------------ | ------- | ---- |
|                          | Maria Burani Procaccinigewählt | Casa delle Libertà | 49.237  | 59,0 |
|                          | Salvatore Nallo                | L’Ulivo            | 25.479  | 30,5 |
|                          | Maria Antonietta Cesta         | Democrazia Europea | 4.818   | 5,8  |
|                          | Mario Di Norcia                | Lista Di Pietro    | 2.206   | 2,6  |
|                          | Marco Battistini Ulivi         | Lista Emma Bonino  | 1.684   | 2,0  |
| Gesamt                   | Gesamt                         | Gesamt             | 83.424  | 100  |
|                          |                                |                    |         |      |
| Ungültige Stimmen        | Ungültige Stimmen              | Ungültige Stimmen  | 9.320   | 10,0 |
| Wähler                   | Wähler                         | Wähler             | 92.744  | 85,0 |
| Wahlberechtigte          | Wahlberechtigte                | Wahlberechtigte    | 109.104 |      |
|                          |                                |                    |         |      |
| Quelle: Innenministerium |                                |                    |         |      |

##### Listenstimmen
| Parteien                               | Parteien                             | Parteien                             | Stimmen | %    |
| -------------------------------------- | ------------------------------------ | ------------------------------------ | ------- | ---- |
|                                        | Casa delle Libertà                   | Forza Italia                         | 39.320  | 47,2 |
| Alleanza Nazionale                     | Casa delle Libertà                   | 14.583                               | 17,5    |      |
| CCD – CDU                              | Casa delle Libertà                   | 2.814                                | 3,4     |      |
| Nuovo PSI                              | Casa delle Libertà                   | 1.038                                | 1,2     |      |
| ↳ Gesamt                               | Casa delle Libertà                   | 57.755                               | 69,3    |      |
|                                        | L’Ulivo                              | Democratici di Sinistra              | 10.262  | 12,3 |
| La Margherita (Dem – PPI – RI – Udeur) | L’Ulivo                              | 5.055                                | 6,1     |      |
| Partito dei Comunisti Italiani         | L’Ulivo                              | 869                                  | 1,0     |      |
| Il Girasole (FdV – SDI)                | L’Ulivo                              | 842                                  | 1,0     |      |
| ↳ Gesamt                               | L’Ulivo                              | 17.028                               | 20,4    |      |
|                                        | Democrazia Europea                   | Democrazia Europea                   | 2.542   | 3,0  |
|                                        | Partito della Rifondazione Comunista | Partito della Rifondazione Comunista | 2.319   | 2,8  |
|                                        | Lista Di Pietro                      | Lista Di Pietro                      | 2.096   | 2,5  |
|                                        | Lista Emma Bonino                    | Lista Emma Bonino                    | 1.399   | 1,7  |
|                                        | Paese Nuovo                          | Paese Nuovo                          | 139     | 0,2  |
|                                        | Abolizione Scorporo                  | Abolizione Scorporo                  | 68      | 0,1  |
| Gesamt                                 | Gesamt                               | Gesamt                               | 83.346  | 100  |
|                                        |                                      |                                      |         |      |
| Ungültige Stimmen                      | Ungültige Stimmen                    | Ungültige Stimmen                    | 9.397   | 10,1 |
| Wähler                                 | Wähler                               | Wähler                               | 92.743  | 85,0 |
| Wahlberechtigte                        | Wahlberechtigte                      | Wahlberechtigte                      | 109.104 |      |
|                                        |                                      |                                      |         |      |
| Quelle: Innenministerium               |                                      |                                      |         |      |

## Von 2017 bis 2020

### Wahlkreisgebiet
Der Wahlkreis umfasste 19 Gemeinden; genauer gesagt, 19 von 33 Gemeinden der Provinz Latina: Campodimele, Castelforte, Fondi, Formia, Gaeta, Itri, Lenola, Minturno, Monte San Biagio, Pontinia, Ponza, Sabaudia, San Felice Circeo, Santi Cosma e Damiano, Sonnino, Sperlonga, Spigno Saturnia, Terracina und Ventotene.

### Wahlergebnisse

#### Parlamentswahl 2018
| Kandidaten               | Kandidaten                    | Stimmen | %    | Listen                                      | Stimmen | %    |
| ------------------------ | ----------------------------- | ------- | ---- | ------------------------------------------- | ------- | ---- |
|                          | Paolo Barelligewählt          | 65.113  | 46,6 | Forza Italia                                | 33.219  | 23,8 |
| Lega                     | Paolo Barelligewählt          | 65.113  | 46,6 | 21.196                                      | 15,2    |      |
| Fratelli d’Italia        | Paolo Barelligewählt          | 65.113  | 46,6 | 9.026                                       | 6,5     |      |
| Noi con l’Italia – UDC   | Paolo Barelligewählt          | 65.113  | 46,6 | 1.672                                       | 1,2     |      |
|                          | Raffaele Trano                | 46.470  | 33,3 | Movimento 5 Stelle                          | 46.470  | 33,3 |
|                          | Maria Civita Paparello        | 19.983  | 14,3 | Partito Democratico                         | 17.373  | 12,4 |
| +Europa                  | Maria Civita Paparello        | 19.983  | 14,3 | 1.846                                       | 1,3     |      |
| Civica Popolare          | Maria Civita Paparello        | 19.983  | 14,3 | 383                                         | 0,3     |      |
| Italia Europa Insieme    | Maria Civita Paparello        | 19.983  | 14,3 | 381                                         | 0,3     |      |
|                          | Maria Rita Manzo              | 3.232   | 2,3  | Liberi e Uguali                             | 3.232   | 2,3  |
|                          | Mauro Pecchia                 | 1.731   | 1,2  | CasaPound Italia                            | 1.731   | 1,2  |
|                          | Antonio Rosato                | 1.116   | 0,8  | Potere al Popolo!                           | 1.116   | 0,8  |
|                          | Benedetto Crocco              | 738     | 0,5  | Partito Comunista                           | 738     | 0,5  |
|                          | Stefano Matera                | 631     | 0,5  | Italia agli Italiani (FT – FN)              | 631     | 0,5  |
|                          | Giulio De Nicolais D’Afflitto | 449     | 0,3  | Il Popolo della Famiglia                    | 449     | 0,3  |
|                          | Alessandra Pierosara          | 115     | 0,1  | Per una Sinistra Rivoluzionaria (SCR – PCL) | 115     | 0,1  |
|                          | Michele Primiani              | 107     | 0,1  | Lista del Popolo per la Costituzione        | 107     | 0,1  |
| Gesamt                   | Gesamt                        | 139.685 | 100  |                                             | 139.685 | 100  |
|                          |                               |         |      |                                             |         |      |
| Ungültige Stimmen        | Ungültige Stimmen             | 6.147   | 4,2  |                                             |         |      |
| Wähler                   | Wähler                        | 145.832 | 71,3 |                                             |         |      |
| Wahlberechtigte          | Wahlberechtigte               | 204.654 |      |                                             |         |      |
|                          |                               |         |      |                                             |         |      |
| Quelle: Innenministerium |                               |         |      |                                             |         |      |

## Seit 2020

### Wahlkreisgebiet
| Wahlkreise – Camera dei deputati – Latium | Wahlkreise – Camera dei deputati – Latium | Wahlkreise – Camera dei deputati – Latium |
| Provinz                                   | Provinz                                   | Gemeinden nach Provinzen ⮞ Wahlkreis |
| ----------------------------------------- | ----------------------------------------- | --- |
|                                           | Metropolitanstadt Rom (121 Gemeinden)     | ↳ Latium 1: Teil Roms ⮞ Wahlkreis Rom – Municipio I Teil Roms ⮞ Wahlkreis Rom – Municipio III Teil Roms ⮞ Wahlkreis Rom – Municipio V 1 + Teil Roms ⮞ Wahlkreis Rom – Municipio VII 1 + Teil Roms ⮞ Wahlkreis Rom – Municipio X 1 + Teil Roms ⮞ Wahlkreis Rom – Municipio XI Teil Roms ⮞ Wahlkreis Rom – Municipio XIV 63 ⮞ Wahlkreis Guidonia Montecelio 18 ⮞ Wahlkreis Velletri ↳ Latium 2: 30 ⮞ Wahlkreis Rieti 6 ⮞ Wahlkreis Viterbo |
|                                           | Provinz Frosinone (91 Gemeinden)          | 60 ⮞ Wahlkreis Frosinone 31 ⮞ Wahlkreis Terracina |
|                                           | Provinz Latina (33 Gemeinden)             | 17 ⮞ Wahlkreis Latina 16 ⮞ Wahlkreis Terracina |
|                                           | Provinz Rieti (73 Gemeinden)              | alle ⮞ Wahlkreis Rieti |
|                                           | Provinz Viterbo (60 Gemeinden)            | 48 ⮞ Wahlkreis Viterbo 12 ⮞ Wahlkreis Rieti |

Der Wahlkreis umfasst 47 Gemeinden:
- 16 Gemeinden der Provinz Latina (Campodimele, Castelforte, Fondi, Formia, Gaeta, Itri, Lenola, Minturno, Monte San Biagio, Ponza, San Felice Circeo, Santi Cosma e Damiano, Sperlonga, Spigno Saturnia, Terracina und Ventotene);
- 31 Gemeinden der Provinz Frosinone (Acquafondata, Aquino, Arce, Ausonia, Belmonte Castello, Cassino, Castelnuovo Parano, Castrocielo, Cervaro, Colfelice, Colle San Magno, Coreno Ausonio, Esperia, Pico, Piedimonte San Germano, Pignataro Interamna, Pontecorvo, Rocca d’Arce, Roccasecca, San Giorgio a Liri, San Giovanni Incarico, San Vittore del Lazio, Sant’Ambrogio sul Garigliano, Sant’Andrea del Garigliano, Sant’Apollinare, Sant’Elia Fiumerapido, Terelle, Vallemaio, Vallerotonda, Villa Santa Lucia und Viticuso).

### Wahlergebnisse

#### Parlamentswahl 2022
| Kandidaten                          | Kandidaten              | Stimmen | %    | Listen                                                  | Stimmen | %    |
| ----------------------------------- | ----------------------- | ------- | ---- | ------------------------------------------------------- | ------- | ---- |
|                                     | Nicola Ottavianigewählt | 83.575  | 54,0 | Fratelli d’Italia                                       | 42.791  | 27,6 |
| Forza Italia                        | Nicola Ottavianigewählt | 83.575  | 54,0 | 26.606                                                  | 17,2    |      |
| Lega per Salvini Premier            | Nicola Ottavianigewählt | 83.575  | 54,0 | 13.546                                                  | 8,7     |      |
| Noi Moderati                        | Nicola Ottavianigewählt | 83.575  | 54,0 | 632                                                     | 0,4     |      |
|                                     | Rita Visini             | 28.042  | 18,1 | Partito Democratico – Italia Democratica e Progressista | 20.148  | 13,0 |
| Alleanza Verdi e Sinistra           | Rita Visini             | 28.042  | 18,1 | 4.144                                                   | 2,7     |      |
| +Europa                             | Rita Visini             | 28.042  | 18,1 | 2.651                                                   | 1,7     |      |
| Impegno Civico – Centro Democratico | Rita Visini             | 28.042  | 18,1 | 1.099                                                   | 0,7     |      |
|                                     | Anna Mattiello          | 27.178  | 17,6 | Movimento 5 Stelle                                      | 27.178  | 17,6 |
|                                     | Elisa Venturo           | 9.485   | 6,1  | Azione – Italia Viva                                    | 9.485   | 6,1  |
|                                     | Cosmo Mammoletta        | 2.692   | 1,7  | Italexit per l’Italia                                   | 2.692   | 1,7  |
|                                     | Maddè Guglielmo         | 2.208   | 1,4  | Unione Popolare                                         | 2.208   | 1,4  |
|                                     | Maurizio Recchia        | 1.633   | 1,1  | Italia Sovrana e Popolare                               | 1.633   | 1,1  |
| Gesamt                              | Gesamt                  | 154.813 | 100  |                                                         | 154.813 | 100  |
|                                     |                         |         |      |                                                         |         |      |
| Ungültige Stimmen                   | Ungültige Stimmen       | 7.423   | 4,6  |                                                         |         |      |
| Wähler                              | Wähler                  | 162.236 | 59,5 |                                                         |         |      |
| Wahlberechtigte                     | Wahlberechtigte         | 272.453 |      |                                                         |         |      |
|                                     |                         |         |      |                                                         |         |      |
| Quelle: Innenministerium            |                         |         |      |                                                         |         |      |